# Jumanji: Nivelul următor
Jumanji: Nivelul următor (titlu original: Jumanji: The Next Level) este un film american de acțiune, aventură și comedie din 2019 regizat de Jake Kasdan.

## Distribuție
- Dwayne Johnson - Dr. Xander "Smolder" Bravestone
- Jack Black - Professor Sheldon "Shelly" Oberon
- Kevin Hart - Franklin "Mouse" Finbar
- Karen Gillan - Ruby Roundhouse
- Nick Jonas - Jefferson "Seaplane" McDonough
- Awkwafina - Ming Fleetfoot
- Rory McCann - Jurgen the Brutal
- Alex Wolff - Spencer Gilpin
- Morgan Turner - Martha Kaply
- Ser'Darius Blain - Anthony "Fridge" Johnson
- Madison Iseman - Bethany Walker
- Danny Glover - Milo Walker
- Danny DeVito - Edward "Eddie" Gilpin
- Colin Hanks - Alex Vreeke
- Rhys Darby - Nigel Billingsley
- Bebe Neuwirth - Nora Shepherd